# Ванілін
Ванілі́н — З-метокси-4-гідроксибензальдегід, C8H8O3, біла кристалічна речовина, із запахом ванілі; tпл. 81—83°С, tкип. 284—285°С (в атмосфері СО2). Розчинний у воді, спирті, ефірі, хлороформі та інших розчинниках.

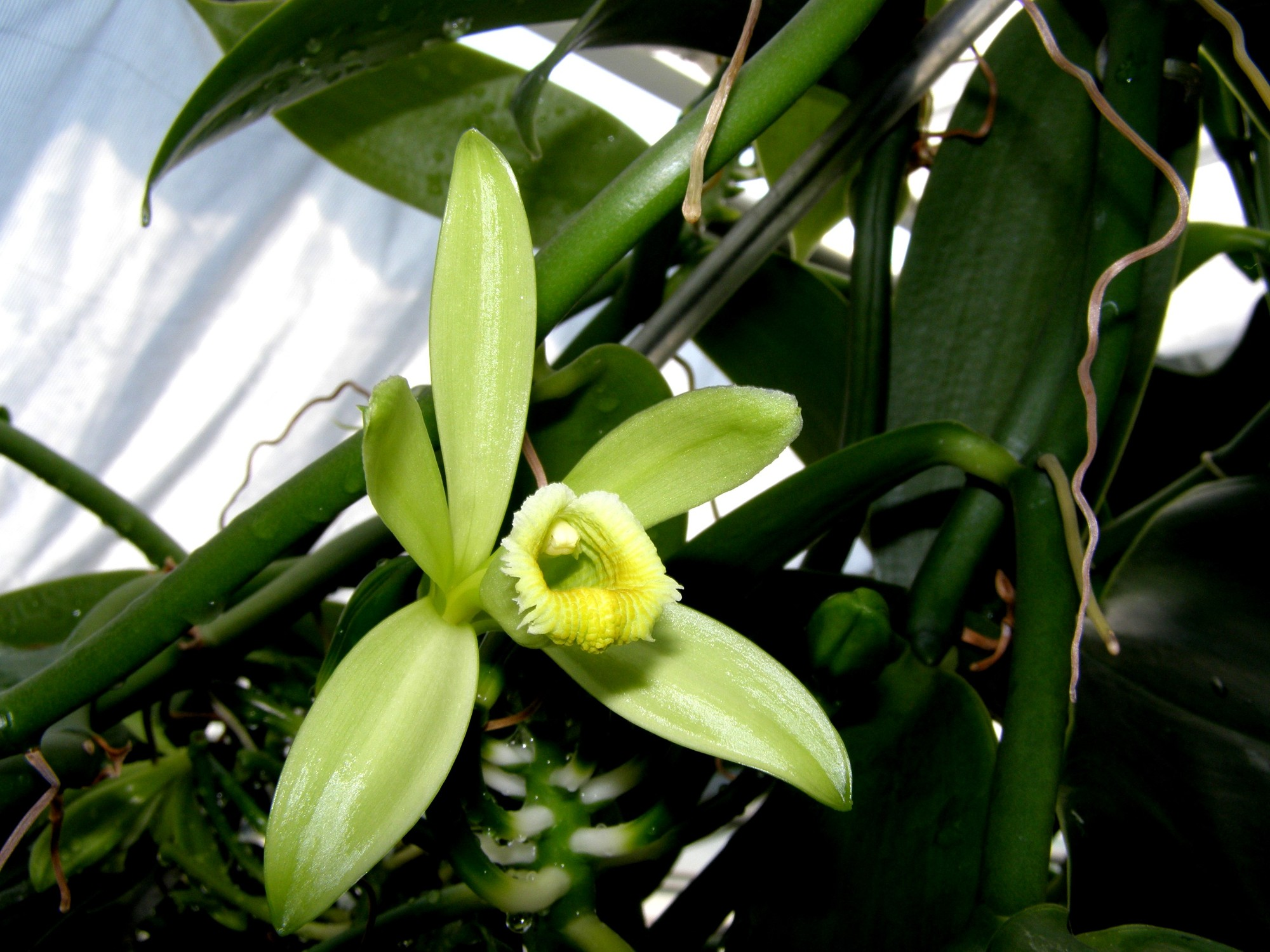
Vanilla planifolia

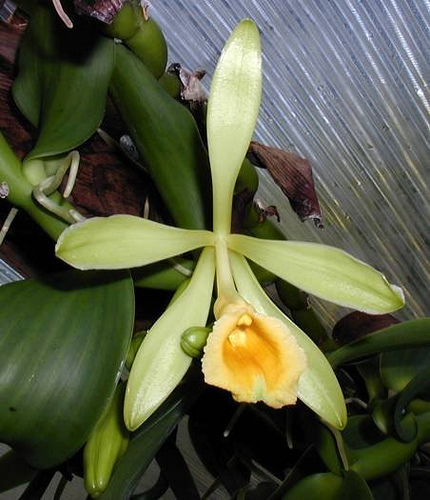
Vanilla pompona

Ванілін широко застосовують у харчовій та парфумерній промисловості, а також для виготовлення ліків. Суміш ваніліну й цукрової пудри  іноді з додатковими ароматизаторами відома як ванільний цукор. Також використовується як ароматизатор при виробництві побутової хімії. Інші напрями використання - для хімічного синтезу, створення інших хімічних сполук; електрохімії, а саме електрохімічного цинкування; тонкошарової хроматографії.
Ванілін у вигляді глікозидів міститься (до 3 %) у ванільних бобах — плодах ліан родини орхідних Vanilla planifolia i Vanilla pompona, що паразитують на какао.
Натуральний ванілін виділяють із ванілі методом екстракції (ванільні екстракти) або отримують біотехнологічним методом. Крім того, існує низка синтетичних і напівсинтетичних шляхів його одержання.
Синтетичний ванілін, замість екстракту натурального ваніліну, у наш час частіше використовують як смакову добавку в продуктах харчування, напоях та лікарських препаратах. Існують харчові ароматизатори (зокрема етилванілін), що є аналогами ваніліну, або мають подібний до ваніліну аромат.
Вплив на людський організм. Головна корисність цього продукту полягає у заспокійливій дії на організм, розслабленні, знятті роздратування, ефективному протистоянні безсонню, тривозі, неспокою та гніву. Ванілін здатний нашкодити, тільки якщо є до нього індивідуальна чутливість, ну або якщо вжити за раз занадто багато. у цьому випадку можливий не тільки шкірний висип, але й набряк гортані, але у великих кількостях ця спеція стає занадто гіркою і з’їсти її випадково, без примусу практично неможливо.  Не рекомендовано ванілін дітям до трьох років, тому він вважається небажаним компонентом дитячої їжі. Жінкам у період вагітності можна, але небагато і нерегулярно.